# ¿Con quién se queda el perro?
¿Con quién se queda el perro? è il terzo album in studio del gruppo messicano Jesse & Joy, pubblicato nel 2011.

## Tracce
1. Aquí voy – 3:07
2. ¿Con quién se queda el perro? – 3:08
3. Como no – 3:36
4. ¡Corre! – 4:49
5. Gotitas de amor – 3:13
6. La de la mala suerte – 4:11
7. Quiero que me quieras – 3:02
8. Me llora el cielo – 3:47
9. Tú mi poesía – 4:00
10. Veneno – 3:51
11. Me voy – 3:30
12. Me quiero enamorar – 4:00